# Ronabea emetica
Ronabea emetica  es una especie de planta fanerógama perteneciente a la familia de las rubiáceas. Es nativo de América tropical.

## Descripción
Son hierbas o sufrútices rizomatosos, que alcanzan un tamaño de hasta 1 m de alto, cortamente pilosos a hírtulos. Hojas elíptico-oblanceoladas, 7–15 cm de largo y 2–5 cm de ancho, ápice agudo a acuminado, base cuneada a obtusa, papiráceas. Inflorescencias axilares, subcapitadas, 2 (4) pedúnculos por nudo, 3–15 mm de largo, brácteas triangulares, 1–2 mm de largo, flores 3–10; limbo calicino 1–1.5 mm de largo, lobulado; corola infundibuliforme, blanca, tubo 2–4 mm de largo, lobos 1.5–2 mm de largo. Frutos elipsoides, 8–10 mm de largo y 4–6 mm de ancho, negros; pirenos 2, lisos.

## Taxonomía
Ronabea emetica fue descrita por (L.f.) A.Rich.  y publicado en Mémoire sur la famille des Rubiacées  (Mem. Soc. Hist. Nat. Paris, v. 170: 1834) 90. 1829[1830].
Sinonimia
- Cephaelis emetica (L.f.) Pers.
- Evea emetica (L.f.) Stellfeld
- Psychotria emetica L.f.
- Uragoga emetica (L.f.) Baill.[2]

## Nombres comunes
- ipecacuana estriada, ipecacuana peruana.[3]